# 汕头大沙叶
汕头大沙叶（学名：Pavetta swatowica）为茜草科大沙叶属下的一个种。

## 扩展阅读
- 維基物種上的相關：汕头大沙叶